# Église de la Trinité de Kristianstad
L'église de la Trinité (suédois : Heliga Trefaldighetskyrkan), est une église située à Kristianstad en Suède.